# Laurent Graff
Pour les articles homonymes, voir Graff.
Laurent Graff est un écrivain français, né en 1968.

## Biographie
Archiviste de métier, Laurent Graff est un écrivain résidant en Seine-et-Marne.
Il publie son premier roman Caravane en 1998, « court roman noir assez chic et serré » selon le magazine L'Express.
En 2001, à la publication de son roman Les Jours heureux, il répond à la question « Pourquoi écrivez-vous ? » du magazine Lire par : « J'écris pour parler un peu de l'homme. Je n'aime pas trop le côtoyer de près. Cela devient vite embarrassant. C'est la misère que je recherche. J'espère dévoiler autre chose, mais je ne tombe que sur elle ».
Les droits de ce roman, Les Jours heureux, ont été achetés par Johnny Depp en 2006,.
D'autres romans sont publiés, dont  Voyage, voyages en 2005, Le cri en 2006, Il ne vous reste qu’une photo à prendre en 2007, Grand absent en 2014, ou plus récemment Monsieur Minus en 2020.
En 2010 son roman Voyage, voyages est adapté au cinéma sous le titre La Tête ailleurs, réalisé et coécrit par Frédéric Pelle.
Il a également publié un recueil de nouvelles, Selon toute vraisemblance en 2010.

## Œuvres

### Romans
- 1987 : La Veste jaune, Éditions Gallimard, La Nouvelle Revue Française, n°416, septembre 1987.
- 1998 : Caravane[4], Éditions du Rocher ; rééd. Le Serpent à Plumes, 2005
- 2000 : Il est des nôtres, Le Dilettante  (ISBN 978-2-84263-032-4)
- 2001 : Les Jours heureux[6], Le Dilettante  (ISBN 978-2-84263-046-1)
- 2003 : La Vie sur Mars, Éditions du Rocher
- 2005 : Voyage, voyages[10], Le Dilettante  (ISBN 978-2-84263-101-7)
- 2006 : Le Cri[5], Le Dilettante. Poche J'ai lu, 2007  (ISBN 978-2290001721)
- 2007 : Il ne vous reste qu’une photo à prendre[11], Le Dilettante  (ISBN 978-2842631413)
- 2014 : Grand absent[12], Le Dilettante  (ISBN 978-2-84263-779-8)
- 2015 : Au nom de Sa Majesté, Le Dilettante  (ISBN 978-2-84263-836-8)
- 2018 : La Méthode Sisik, Le Dilettante  (ISBN 978-2-84263-919-8)
- 2020 : Monsieur Minus, Le Dilettante  (ISBN 9791030800180)

### Recueil de nouvelles
- 2010 : Selon toute vraisemblance[13], Le Dilettante  (ISBN 978-2-84263-187-1)

## Prix et distinctions
- Prix Millepages 2001, pour Les Jours heureux
- Prix littéraire des lycéens et des apprentis de la région PACA 2008, pour Le Cri
- Sélection Prix Boccace 2011[14] , pour Selon toute vraisemblance
- Sélection Prix Alexandre-Vialatte 2018[15] , pour La Méthode Sisik

## Adaptations de son œuvre

### Au cinéma
- 2010 : La Tête ailleurs, film français coécrit et réalisé par Frédéric Pelle, d'après le roman Voyage, voyages publié en 2005.

### Au théâtre
- 2003 : Les Jours heureux[16], d'après son roman du même titre publié en 2001 ; mise en scène de Pietro Pizzuti, avec Carlo Valenti, Théâtre Le Public, Bruxelles, Belgique
- 2012 - 2013 : Voyage, voyages[17], d'après son roman du même titre publié en 2005 ; adaptation Fred Bianconi, avec Fred Bianconi, mise en scène de Panchika Velez, Théâtre de la Manufacture des Abbesses, Paris